# 永旺馬魯里花園購物中心
永旺馬魯里花園購物中心，是一家位於馬來西亞吉隆坡馬魯里花園的百貨公司，於1989年10月30日開幕，是永旺集團在馬來西亞的第三間分店，也是現存歷史最悠久的分店，永旺集團東南亞總部亦設立於商場的三樓，為蕉賴地區的主要地標及商場。

## 歷史

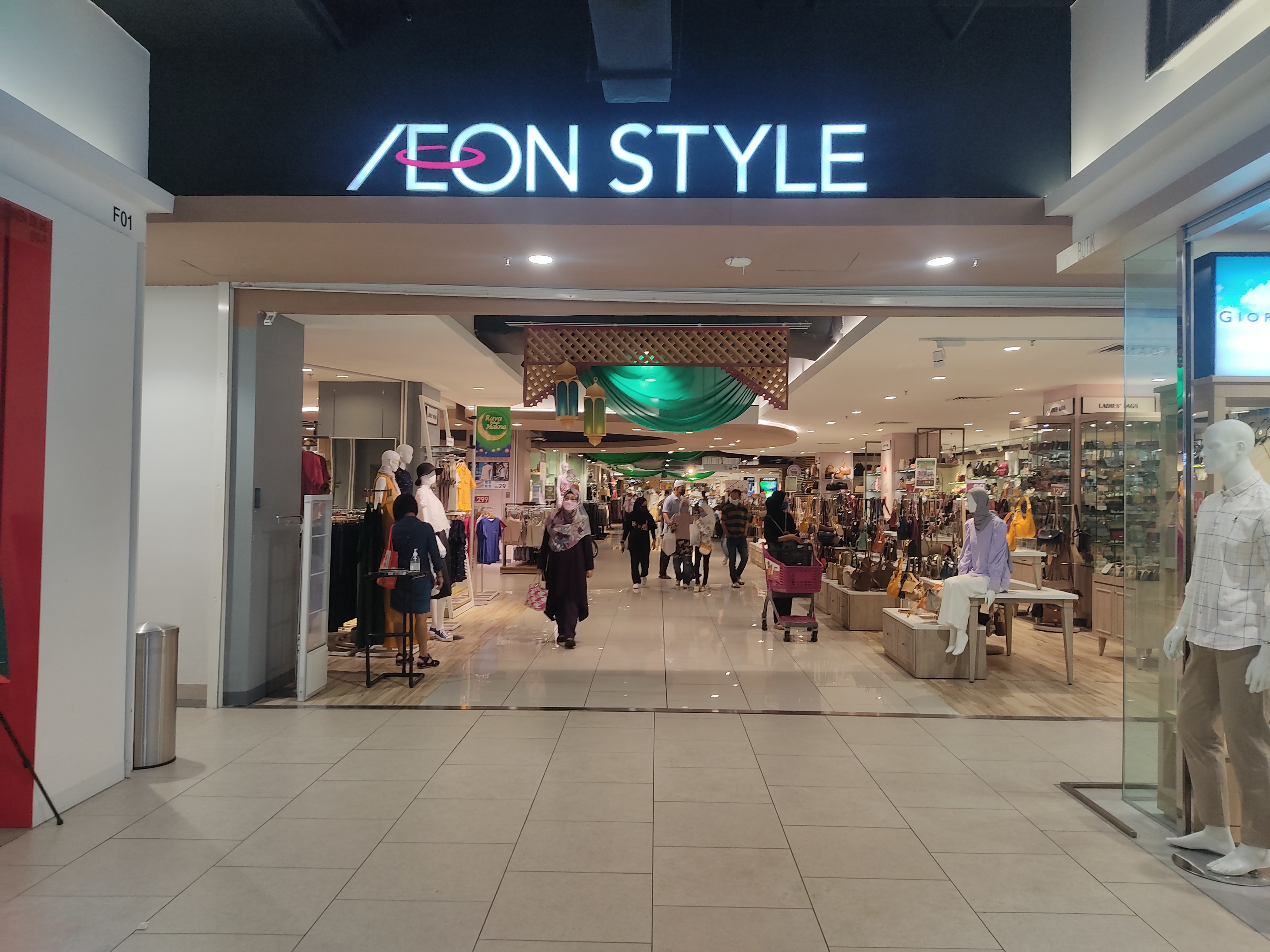
AEON Style百货部分

永旺馬魯里花園購物中心曾經歷兩次的裝潢擴建，第一次擴建於2000年開幕，其定位由百貨公司升級為小型社區購物中心。第二次擴建於2019年11月開幕，營業範圍由原本的2層樓擴大至7層，增加逾百間店舖，並升級為馬來西亞第一家Aeon Style門市。

## 交通
商場B2層有通道可直接通往9 加影线及3 安邦线 KG22  AG13 馬魯里站，馬魯里站的出口A亦設置於商場大門前。